# Democratici Cristiani (Danimarca)
I Democratici Cristiani (in danese: Kristendemokraterne) sono un partito politico danese fondato nel 1970 con la denominazione di Partito Popolare Cristiano (Kristeligt Folkeparti); ha assunto l'odierna denominazione nel 2003.

## Risultati elettorali
| Elezione          | Voti   | %    | Seggi   |
| ----------------- | ------ | ---- | ------- |
| Europee 1979      | 30.985 |      | 0 / 16  |
| Europee 1984      | 54.624 |      | 0 / 16  |
| Europee 1989      | 47.768 |      | 0 / 16  |
| Parlamentari 1990 | 74.174 |      | 4 / 175 |
| Parlamentari 1994 | 61.507 |      | 0 / 175 |
| Europee 1994      | 22.986 |      | 0 / 16  |
| Parlamentari 1998 | 85.656 |      | 4 / 175 |
| Europee 1999      | 39.128 |      | 0 / 16  |
| Parlamentari 2001 | 78.793 |      | 4 / 175 |
| Europee 2004      | 24.284 |      | 0 / 14  |
| Parlamentari 2005 | 57.836 |      | 0 / 175 |
| Parlamentari 2007 | 30.013 |      | 0 / 175 |
| Europee 2009      | N.D.   | N.D. | 0 / 14  |
| Parlamentari 2011 | 28.157 |      | 0 / 175 |
| Europee 2014      | N.D.   | N.D. | 0 / 14  |
| Parlamentari 2015 | 29.148 |      | 0 / 175 |
| Europee 2019      | N.D.   | N.D. | 0 / 14  |
| Parlamentari 2019 | 61.215 | 1,73 | 0 / 175 |
| Parlamentari 2022 | 18.503 | 0,52 | 0 / 175 |